# مدیسون (داکوتای جنوبی)
مدیسون(به انگلیسی: Madison) شهری در ایالت داکوتای جنوبی کشور ایالات متحده آمریکا است که جمعیت آن در سرشماری سال ۲۰۱۰ میلادی، ۶٬۴۷۴ نفر بوده‌است.